# Бурмакино (Красноярский край)
Бурма́кино — деревня в Тасеевском районе Красноярского края. Входит в состав Суховского сельсовета.

## География
Деревня находится в восточной части Красноярского края, в пределах Среднесибирского плоскогорья, в подтаёжно-лесостепном районе лесостепной зоны, на расстоянии приблизительно 20 км (по прямой) к юго-западу от Тасеево, административного центра района. Абсолютная высота — 223 м над уровнем моря.
Климат
Климат характеризуется как резко континентальный, с продолжительной морозной зимой и коротким тёплым летом. Средняя температура воздуха самого тёплого месяца (июля) составляет 17,7 °C (абсолютный максимум — 38 °C); самого холодного (января) — −23 °C (абсолютный минимум — −57 °C). Продолжительность безморозного периода составляет в среднем 60 дней. Среднегодовое количество атмосферных осадков составляет 392—401 мм, из которых большая часть выпадает в тёплый период.

## История
Основана в 1912 году. По данным 1926 года в посёлке Бурмакин имелось 44 хозяйства и проживало 243 человека (116 мужчин и 127 женщин). В национальном составе населения того периода преобладали русские. В административном отношении входил в состав Бакчетского сельсовета Тасеевского района Канского округа Сибирского края.

## Население
| 2010 |
| ---- |
| 42   |

Половой состав
По данным Всероссийской переписи населения 2010 года, в гендерной структуре населения мужчины составляли 54,8 %, женщины — соответственно 45,2 %.
Национальный состав
Согласно результатам переписи 2002 года, в национальной структуре населения русские составляли 75 % из 88 чел.